# Momostenango
Momostenango é uma cidade da Guatemala do departamento de Totonicapán.